# Euromaster
Pour les articles homonymes, voir Euromast et Euromasters.
Euromaster est une enseigne du groupe Michelin, spécialiste des pneus et de l'entretien de véhicules né à Grenoble en 1994.
L'entreprise française a son siège social à Montbonnot-Saint-Martin sur le parc technologique Inovallée dans la banlieue de Grenoble (Isère).
Elle est implantée dans 17 pays d'Europe et dispose de 2 500 points de vente dont 50% en franchise.

## Histoire
En 1990, les trois plus gros négociants français de pneus Central Pneu, Vallée Pneu et surtout Piot Pneu qui représente 80 % sont rachetés par Michelin.
La marque Euromaster est déposée par Michelin en 1991, et le premier centre de service aux couleurs de la marque ouvre ses portes en 1992 à Albertville lors des Jeux olympiques d'hiver.
Le réseau Euromaster est lancé en 1994 sur l'emplacement de l'ancienne entreprise Piot Pneu.

## Euromaster en Europe

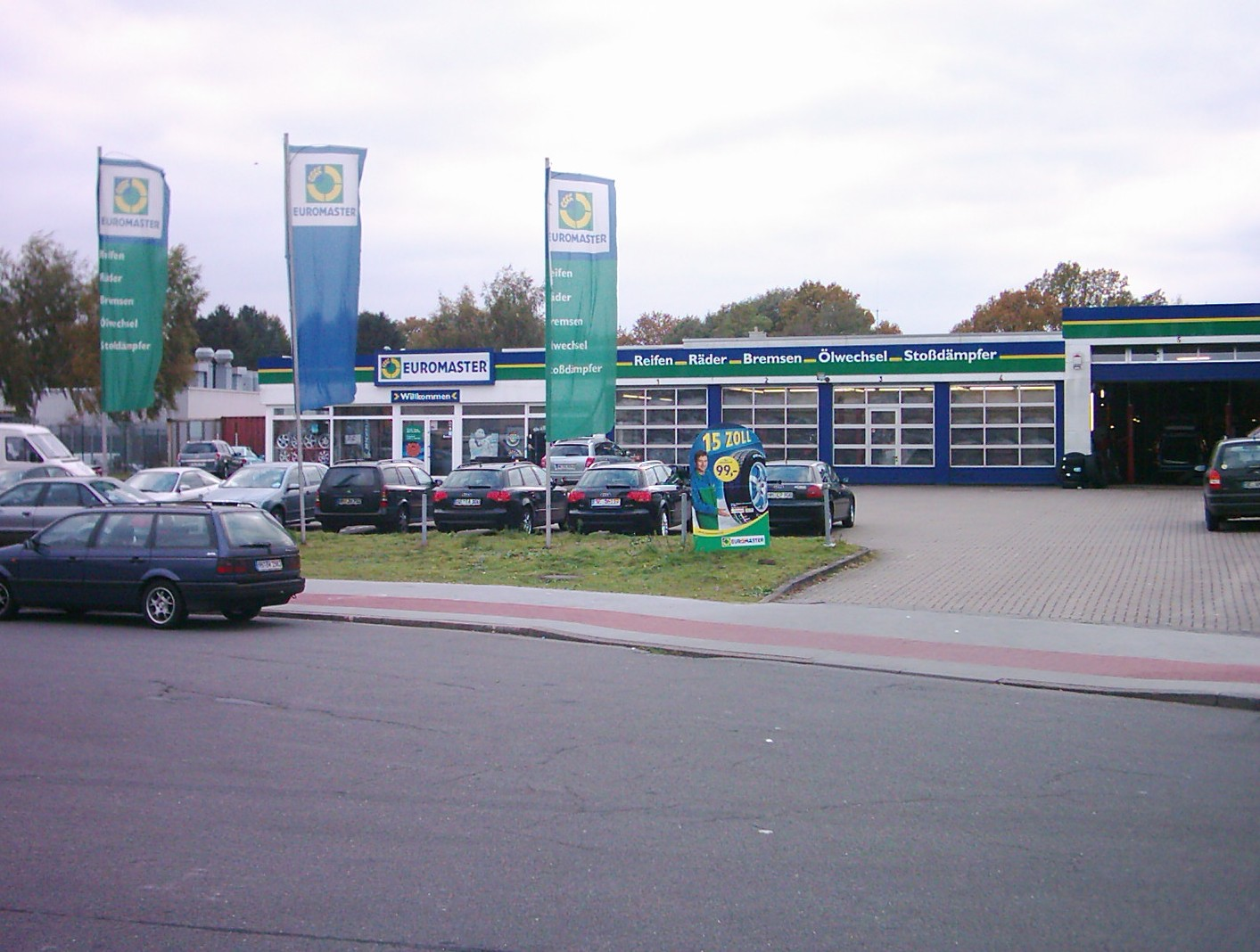
Un centre Euromaster à Norderstedt, en Allemagne.

À la suite du rachat du groupe Viborg en 2003 dans le but de compléter la couverture de son réseau au niveau européen,, Euromaster compte 2 611 points de vente intégrés et franchisés dans dix-sept pays : 334 en Allemagne, 21 en Autriche, 41 en Danemark, 352 en Espagne, 54 en Finlande, 450 en France, 358 en Italie, 101 aux Pays-Bas, 68 en Pologne, 63 au Portugal, 18 en Tchéquie, 29 en Roumanie, 77 en Suède, 35 en Suisse, 261 en Turquie et 349 au Royaume-Uni.

### Euromaster en France

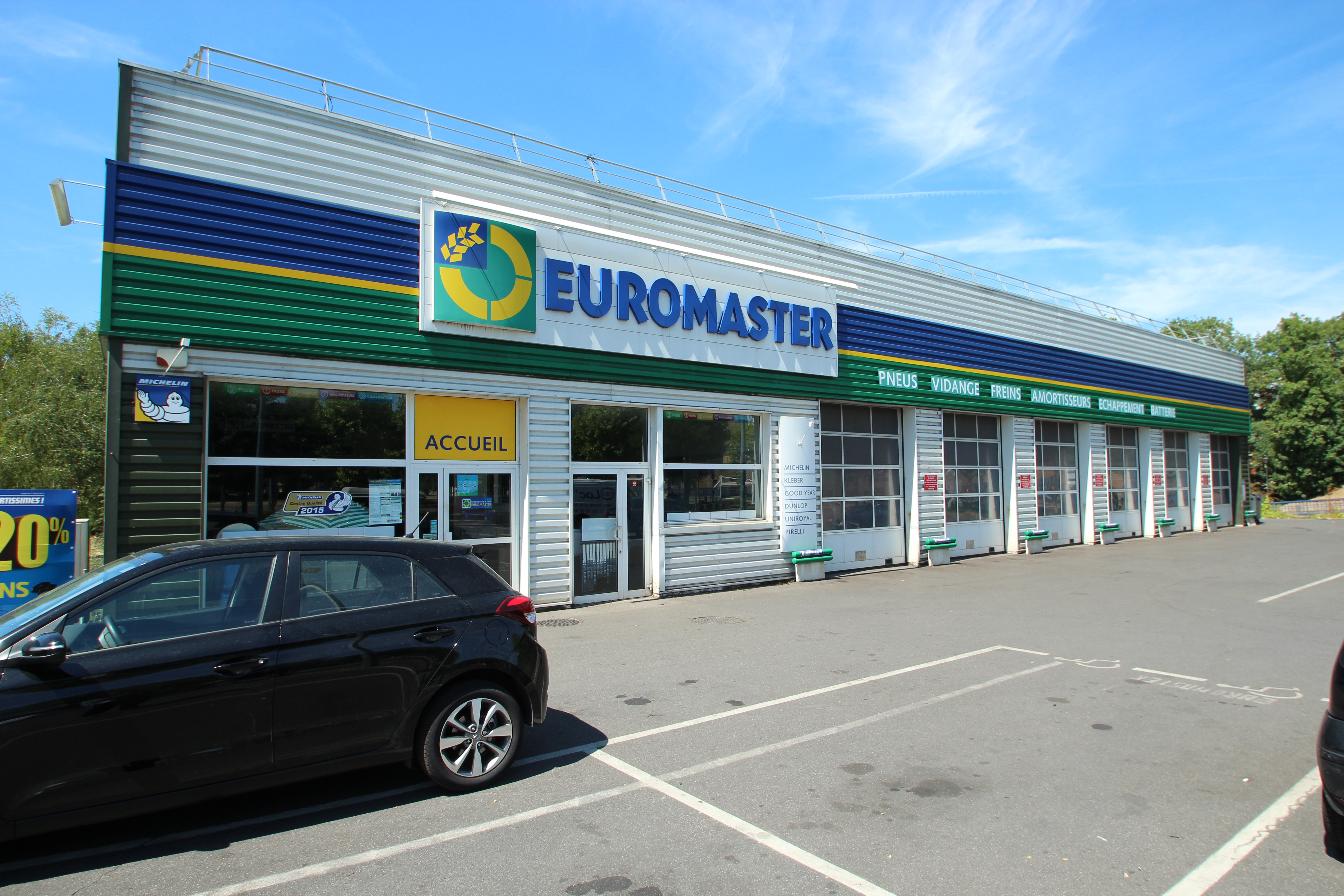
Un centre Euromaster à Massy, en France.

En France, Euromaster possède un réseau de 450 établissements ainsi que 2 500 collaborateurs.